# Butte von Tiot

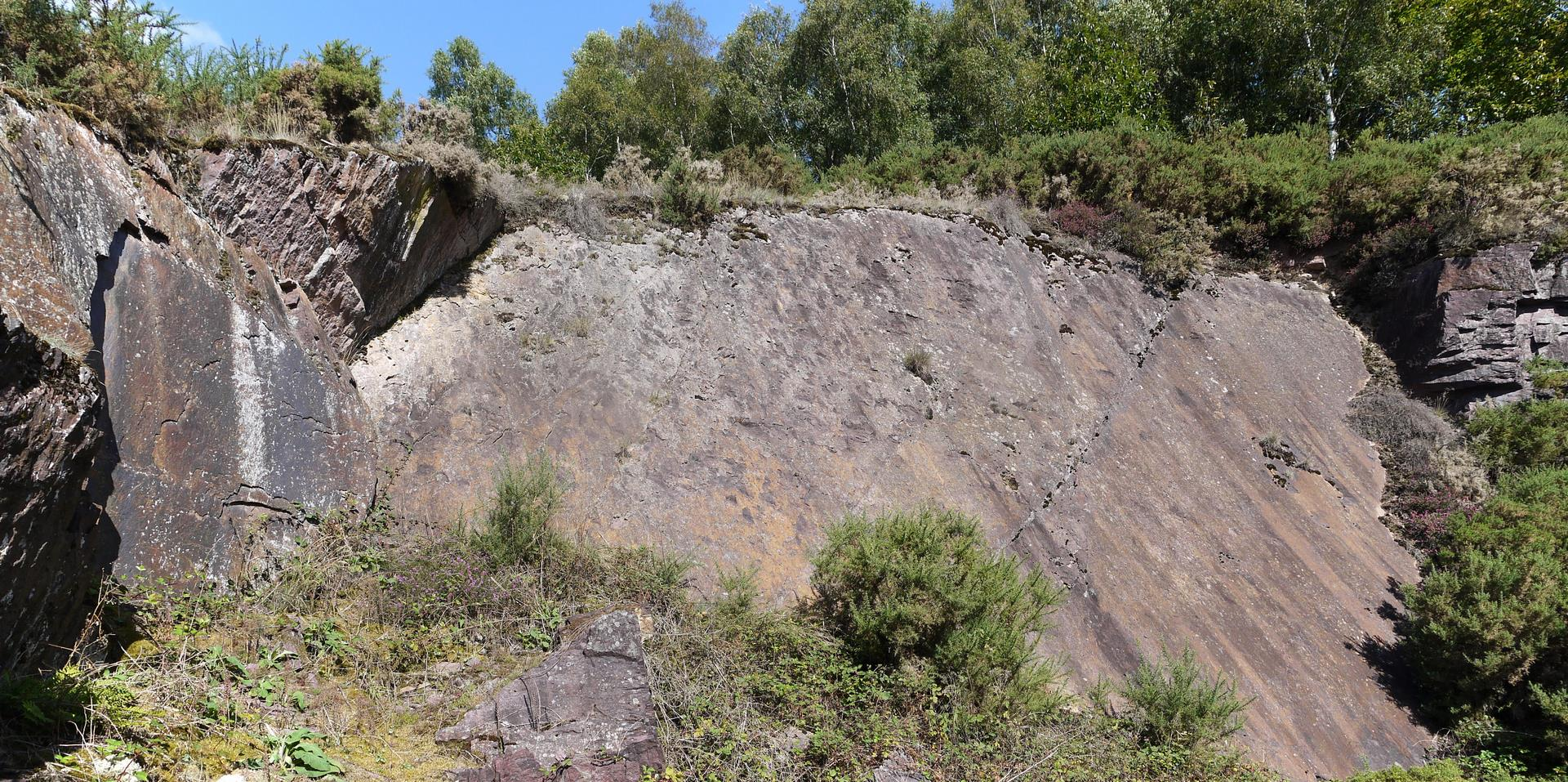
Verwerfung bei der Butte de Tiot

Die Butte von Tiot ist ein 190 m hoher Berg mit zwei Grabhügelresten. Er liegt nördlich des Weilers Le Lidrio, nordöstlich von Campénéac, im Département Morbihan in der Bretagne in Frankreich.
Ein Grabhügel birgt eine megalithische Steinkiste aus der Bronzezeit. Eine zerklüftete dicke, violette Schieferplatte bedeckt die Kiste, die noch vom Rest des Tumulus umgeben ist.
Die Tumuli wurden in den 1980er Jahren entdeckt und von Jacques Briard untersucht. Die Analysen zeigten, dass der Hügel bereits in der Bronzezeit abgeholzt wurde.

Logo der Site naturel

 Die von der Butte und dem südlich des Weilers gelegenen Château de Trécesson gebildete Stätte, einschließlich der begleitenden Eichenallee, ist seit 1967 eine Site naturel classé (klassifizierter Naturraum).
In der Nähe liegt das Tombeau des géants.